# Paraula parlada

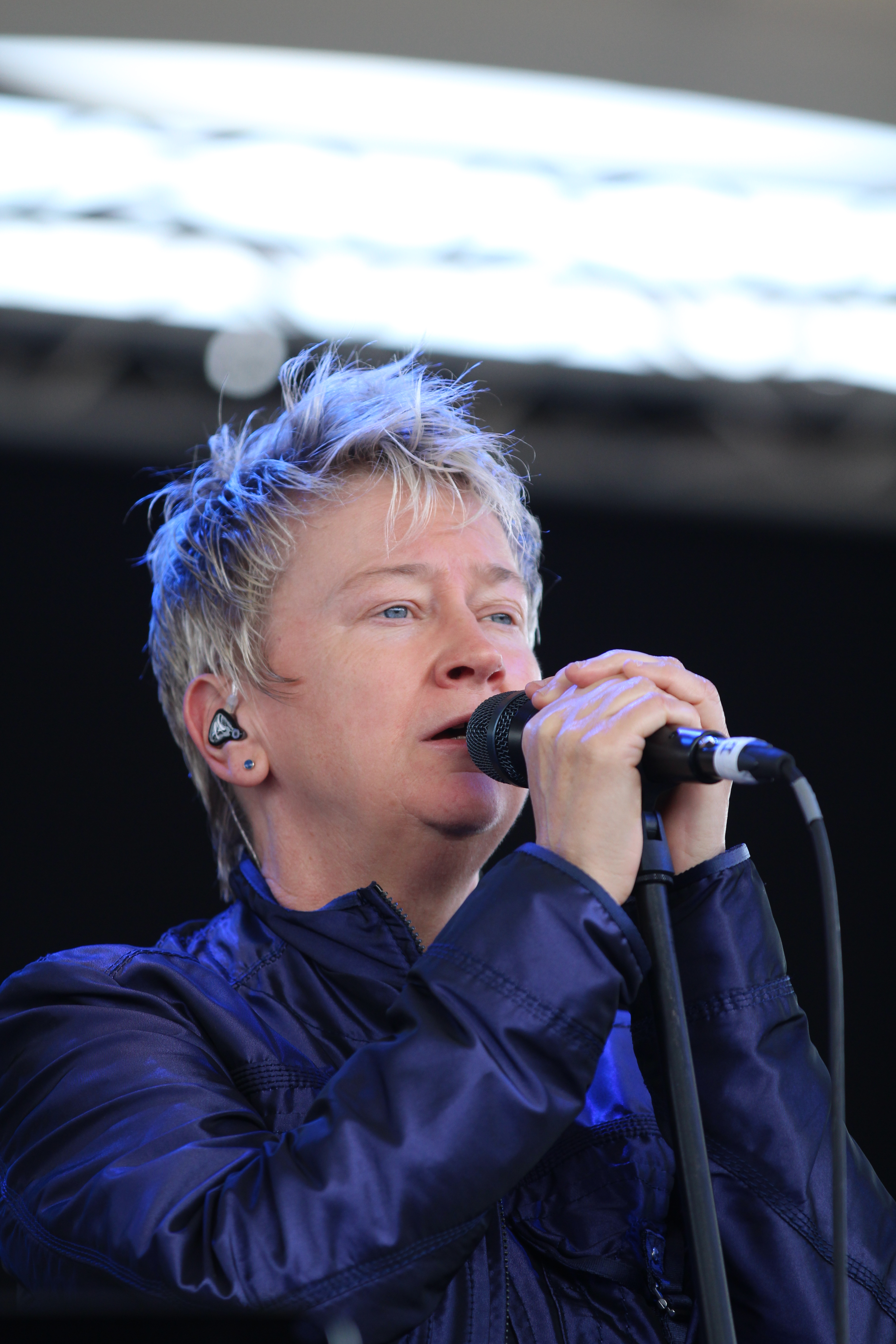
Anne Clark el 2014

La paraula parlada (en anglès, spoken word) és una recitació a sobre d'un escenari, que pot ser competitiva, com el hip-hop, de qui n'és un estil paral·lel, però que es diferencia d'aquest en que no té cap base musical.
Ha existit al llarg de la història a tot arreu del món, amb estils més o menys diferenciats, usant la improvisació i la rima per a diversos fins, de poètics a polítics, no necessàriament excloents. A l'Àfrica és més freqüent que estigui acompanyat de percussió. A la cultura occidental contemporània, va posar-se molt de moda al postmodernisme dels anys 20 del segle xx, quan es va contagiar de ritmes de jazz a Nova York, i especialment a partir de la generació beat. Alguns dels autors-intèrprets més populars són John Cage, Patty Smith, Serge Gainsbourg, Lydia Lunch, Leonard Cohen, Madonna, Laurie Anderson, Jim Morrison, Jamika Ajalon, Anne Clark i Kate Tempest
A Santa Coloma de Gramenet se celebra cada octubre el Festival de poesia i performance Spoken Word de Santa Coloma i a Barcelona és un dels gèneres que es presenta al Kosmopolis del CCCB. Nach, que treballa en castellà, és prou reconegut al País Valencià. En català, Lluís Cabrera n'ha fet algunes incursions.